# Dret d'Anglaterra

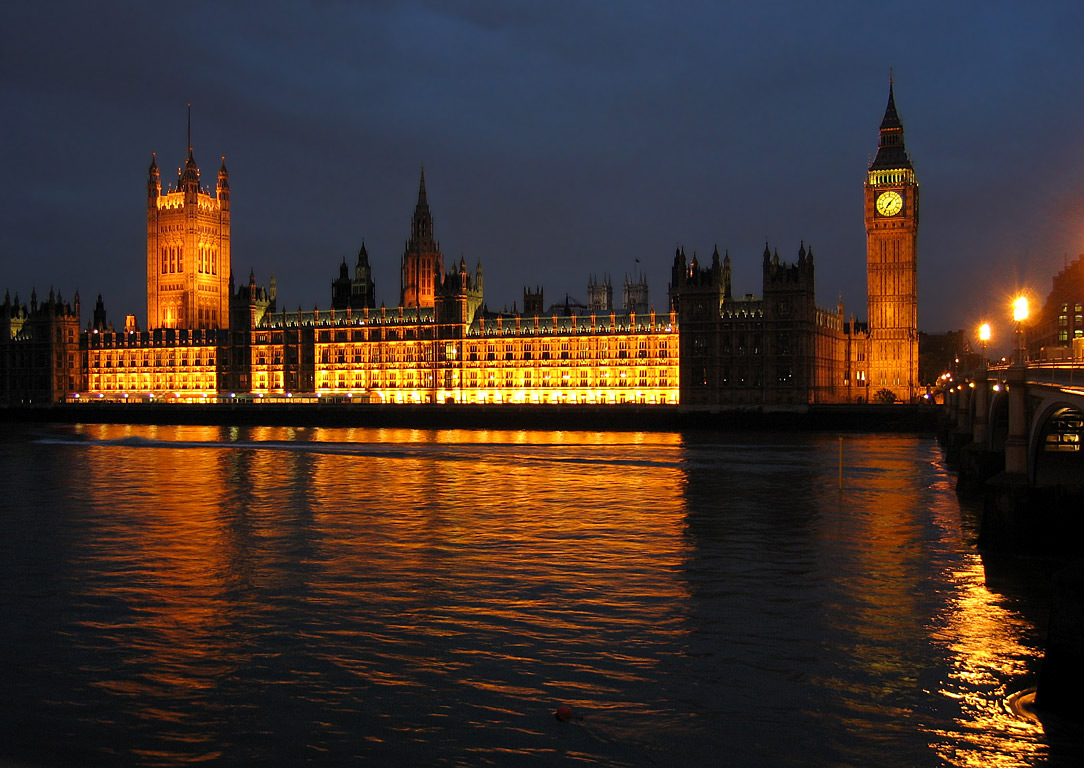
Palau de Westminster, seu de la Cambra dels Lords, la més alta cort d'apel·lació del Dret d'Anglaterra.

El Dret d'Anglaterra és l'ordenament jurídic que regeix en el territori d'Anglaterra i Gal·les, i que ha servit com base dels sistemes jurídics actuals basats en el Dret anglosaxó. El Dret d'Anglaterra va ser exportat als països membres de la Commonwealth en els temps en els quals es desenvolupà i es va mantenir l'Imperi Britànic, i forma la base de la jurisprudència de la majoria d'eixos països.
El Dret d'Anglaterra anterior a la Guerra de la Independència dels Estats Units encara forma part del Dret dels Estats Units, excepte pel cas de l'estat de Louisiana, i suposa la base de molts costums i procediments legals americans a pesar de no tenir jurisdicció ja en eixos territoris.
En sentit estricte, el Dret d'Anglaterra és aquell que aplica dins de la jurisdicció d'Anglaterra i de Gal·les. No obstant això, i després del desenvolupament d'una Assemblea pròpia en el país de Gal·les, la legislació que sorgeix d'aquesta institució és d'aplicació únicament per a les competències definides en l'Estatut de Govern de Gal·les de l'any 2006. En qualsevol cas, aquesta legislació forma part d'un únic ordenament jurídic indivís que és el compost pel d'Anglaterra i Gal·les.
L'essència del common law anglès és que el Dret emana de la jurisprudència creada pels jutges i tribunals, que aplicant el sentit comú i els seus coneixements de Dret creguen precedents (stare decisis) als fets que se'ls plantegen. Una decisió de la més alta cort d'apel·lació, que en el cas del Dret d'Anglaterra és la Cambra dels Lords, vincula a tots els jutges i tribunals inferiors, que han de seguir amb les directrius marcades. Per exemple, no existeix cap llei a Anglaterra que declare expressament que l'assassinat és il·legal, sinó que es tracta d'un delicte de common law. Per eixe motiu, a pesar de no haver una llei que ho prohibisca, eixe tipus d'actes és il·legal sota l'autoritat constitucional de les corts i les seues decisions prèvies.
Per altra banda, el common law pot ser modificat pel parlament a través de la seua legislació. Per exemple, en el cas de l'assassinat s'atenuà la pena capital que implicava antigament i es va substituir per la cadena perpètua.
A més, Anglaterra i Gal·les són països constituents del Regne Unit, que al seu torn és membre de la Unió Europea, sent el Dret comunitari un ordenament jurídic d'aplicació en tots els seus països membres. Atès que la Unió Europea està formada principalment per països el Dret dels quals es basa en el Dret continental, aquest sistema jurídic també té la seua aplicació a Anglaterra i Gal·les per aquesta via. Per la seua banda, el Tribunal de Justícia de la Unió Europea és el competent a l'hora de dictar les directrius supranacionals per a interpretar el Dret comunitari.